# Tityus jeanvellardi
Espèce
Tityus jeanvellardi est une espèce de scorpions de la famille des Buthidae.

## Distribution
Cette espèce est endémique du District fédéral au Brésil.

## Description
Le mâle holotype mesure 54,0 mm.

## Étymologie
Cette espèce est nommée en l'honneur de Jehan Albert Vellard.

## Publication originale
- Lourenço, 2001 : « Sur les pas de Jean A. Vellard. À propos de sa contribution à l'étude des scorpions (Chelicerata). » Revista Ibérica de Aracnología, no 3, p. 25-36 (texte intégral).